# Geum bulgaricum
Geum bulgaricum är en rosväxtart som beskrevs av Pancic. Geum bulgaricum ingår i släktet nejlikrotsläktet, och familjen rosväxter. IUCN kategoriserar arten globalt som livskraftig. Inga underarter finns listade i Catalogue of Life.

## Bildgalleri

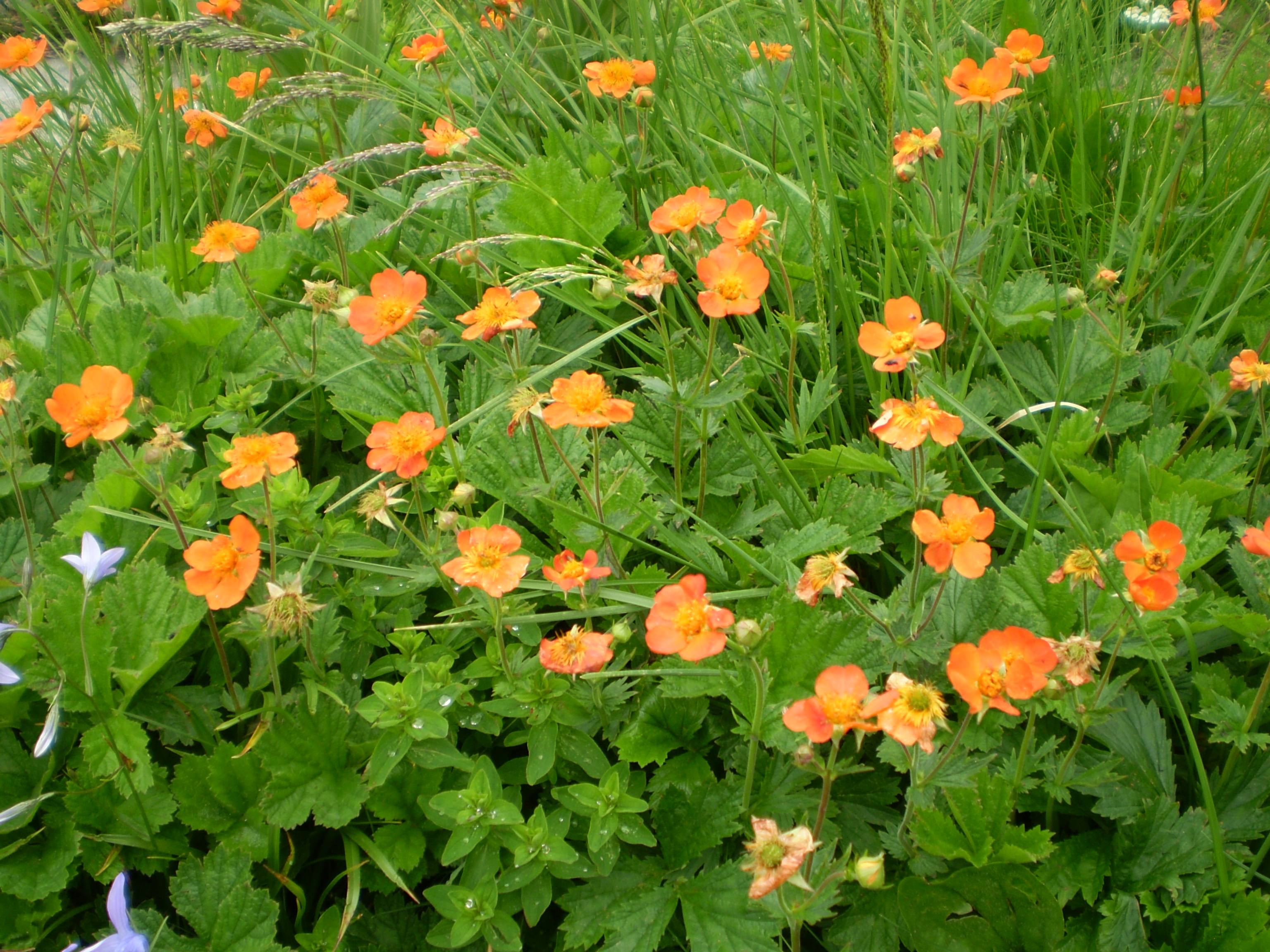